# 加藤央睦
加藤 央睦（かとう ひろむ、2007年7月3日 - ）は、日本の俳優、 テアトルアカデミー所属。

## 出演

### 吹き替え
- ワンダー 君は太陽- オーガスト・プルマン〈ジェイコブ・トレンブレイ〉
- ボスベイビー- エリック・ベル・ジュニア

### テレビアニメ
- 18if（2017年、号外ウサギ）
- THE REFLECTION（2017年、飛行機の子供）
- 刻刻（2018年、佐河(少年)）

### 映画
- SOARA - 剣道少年 役

### テレビドラマ
- 夢を与える （WOWOW）

### 舞台
- ミュージカル・テニスの王子様4thシーズン - 加藤勝郎 役
  - 青学vs比嘉（2025年1月11日 - 19日、日本青年館ホール / 1月25日 - 2月2日、梅田芸術劇場 メインホール / 2月8日 - 15日、TACHIKAWA STAGE GARDEN）[2]
  - 青学vs氷帝（2025年7月6日 - 13日、Kanadevia Hall / 7月19日 - 27日、SkyシアターMBS / 8月1日 - 3日、土岐市文化プラザ サンホール / 8月15日 - 17日、久留米シティプラザ グランドホール / 8月23日 - 31日〈予定〉、日本青年館ホール）[3]

### CM
- アルファコーポレーション～『他抜先生』篇
- ベネッセ 『こどもちゃれんじほっぷ』
- タカラトミー
  - 『ぼくはトミカドライバー』
  - 『きかんしゃトーマス』
- Google～モバイルサーチ
- ホビッチョ！ナノブロックプラス種族合体シリーズ